# Mengalas

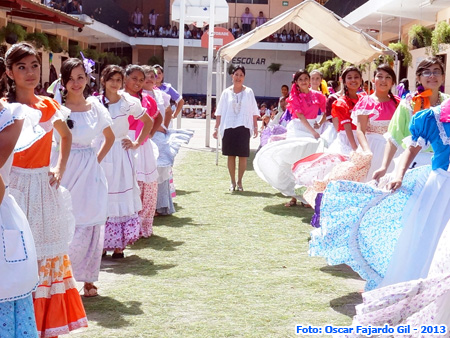
Jóvenes mengalas.

Mengalas es el nombre con el que fueron conocidas las mujeres del territorio centroamericano en la época de la colonia, especialmente las jóvenes y solteras aunque no faltaron las casadas, que lucían con orgullo esta forma de vestir que les daba nombre y que llegó desde España, con los conquistadores, sus mujeres y sus familias. De tal manera que, impuesta, compartida o heredada, el uso de trajes de mengala se remonta a los años 1525-50 cuando surgen las primeras mengalas en Guatemala.

## Historia

### Desde la colonia hasta la época actual
Originalmente el término mengala se refería solo a la vestimenta, por extensión se fue distinguiendo con ese nombre a las mujeres que lo usaban. En las comunidades de Guatemala, especialmente las principales ciudades, cabeceras departamentales y aquellas en las que había numerosa presencia de familias españolas, criollas y ladinas, era común observar mengalas. No así en aquellas poblaciones con predominio indígena. Hay quienes opinan que el término llegó a tener un significado clasista, pues se hablaba de mengalas, refiriéndose a las mujeres de pueblo, y chanclas eran las de la alta sociedad. Mengala puede interpretarse también como la contracción de "menga" y "gala", o sea vestido vistoso y elegante.
Desafiando el paso de los siglos, el uso del traje de mengala trascendió la colonia y la época independiente, para llegar hasta el siglo XX, especialmente en las ciudades de Amatitlán, Sanarate, Jalapa, algunos barrios de la ciudad capital, Chinautla, poblaciones de Sacatepéquez, entre otras. Durante las últimas cuatro décadas se ha dado un resurgimiento de esta tradición, gracias a la iniciativa de varias personas e instituciones educativas.

## Descripción del traje de mengala
El traje de mengala se componía básicamente de falda y blusa, es decir dos piezas completamente separadas, confeccionadas con telas de vivos colores. Se vestían de mengalas las mujeres del pueblo, lucían largas y hermosas trenzas adornadas con listones de brillantes colores. Aunque la mayoría eran descalzas, las mengalas de lujo usaban elegantes botines de charol. Les gustaba el arreglo personal: se acolochaban el cabello con fierros calientes o con el uso de laca que sacaban de las semillas de linaza remojada. Como maquillaje usaban polvo de arroz y un colorete importado llamado rouge.

## Mengalas de Amatitlán
Lo que hizo que las Mengalas de Amatitlán fueran las más destacadas se debió a que aquí se dieran dos circunstancias que las favorecieron de gran manera, una la existencia del otrora bello y turístico lago, y otra la introducción del ferrocarril (a partir de 1882). Al lago se fueron unas como vendedoras a atender a los turistas y a la estación se fueron las otras a atender a los viajeros, las “estacioneras” que también vendían café, café con leche, chocolate, panes con frijoles o con pollo, y hasta tamalitos de cambray.
Llegaban los turistas a la estación del ferrocarril en Amatitlán, después de melancólico y paisajista recorrido desde la capital atravesando el relleno sobre el lago en aldea El Cerrito, hasta que eran recibidos por la colorida fiesta de las mengalas de pícara mirada y cachetes de rosicler, con sus largas trenzas adornadas con arcoíris de listones, luciendo sus vistosos vestidos con el travieso contoneo de su curvilíneo cuerpo mezcla de las razas poqomam, española y africana, ofreciendo sus tapas llenas de dulces tradicionales: chancaca, pepita, mazapán, colación, matagusano, dulces de guayaba, canillas de leche, quiebradientes y africanos.

## Mengalas del Liceo Mixto San Juan
La licenciada Aracely Judith Samayoa Godoy de Pineda es fundadora y directora general del grupo de proyección folclórica Estampamatl “Las Mengalas del Liceo San Juan”, el cual en junio de 2013 celebró su 36 aniversario, más de un tercio de siglo durante el cual cientos de mengalas jóvenes y bonitas han representado esta tradición amatitlaneca a lo largo y ancho del territorio nacional, presentándose en desfiles, festivales, encuentros culturales, programas de televisión abierta y por sistemas de cable, hoteles, teatros y los principales escenarios artísticos del país.
En 1978 y 1979 se presentaron en el Festival Folclórico de Cobán, Alta Verapaz, donde fueron premiadas con el Chachal de Plata. El 24 de junio de 1998, la Municipalidad de Amatitlán les otorgó la Orden del Amatle. También se han hecho acreedoras, entre otros reconocimientos, a: Orden Domingo Estrada de la Casa de la Cultura de Amatitlán (2002), y Mojarra de Oro de la Municipalidad de Amatitlán (2002). El 14 de agosto de 2013, dieron la bienvenida a la Rabín Ajaw, Reina Indígena Nacional, en su visita a la ciudad de Amatitlán.
A lo largo de su historia, Las Mengalas del Liceo Mixto San Juan han contado con la importante participación de la licenciada Ana Yaneth Rodríguez en la coordinación, a la par de la fundadora, así como de la licenciada Aracely del Carmen Villatoro Samayoa.

## Mengalas del Adulto Mayor
Este grupo, integrado por damas de 50 años de edad o más, se presentó por primera vez en el aniversario del Grupo Gerona en la zona 1 de la capital de Guatemala, en el año 2000. Lucen con orgullo este tradicional traje, algunas de ellas siendo descendientes directas de las auténticas mengalas amatitlanecas. Entre sus principales presentaciones se encuentran: Bienvenida a los Niños Visitantes (cada 30 de abril desde 2005 a 2013), desfiles, centros recreativos, instituciones del Estado, empresas privadas, hoteles, actos culturales, programas de televisión por cable, y otros, en los cuales han cosechado muchos aplausos y muestras de simparía. En enero de 2010 se presentaron en el hotel Vista Real durante el programa Fabumarimbas, que se transmitió a través de Emisoras Unidas bajo la conducción del reconocido locutor Adolfo Méndez Zepeda.
En diciembre de 2010, este grupo de Mengalas del Adulto Mayor de Amatitlán, Guatemala, efectuaron una gira por varias ciudades del sur de México, en un intercambio cultural con grupos similares de aquella región.

## Mengalas del colegio Beth Shalom
Grupo integrado por alumnas de dicho establecimiento educativo. Cuatro señoritas luciendo este traje se presentaron en una vistosa carroza en la inauguración de la Feria de la Cruz 2007. Para el desfile del domingo 28 de abril de 2013 se presentó una colorida y numerosa representación integrada por 180 mengalas, además de 10 sirenitas, 40 bailarines y 90 integrantes de su banda escolar. Además representan al municipio de Amatitlán por lo cual se ha vuelto muy popular en muchas partes del país.